# Брэдли, Эверетт
Эверетт Льюис Брэдли (англ. Everett Lewis Bradley, 19 мая 1897 — 25 июля 1969) — американский легкоатлет, призёр Олимпийских игр.
Эверетт Брэдли родился в 1897 году в Сидар-Рапидсе, штат Айова. В 1920 году на Олимпийских играх в Антверпене он завоевал серебряную медаль в легкоатлетическом пятиборье. По окончании Канзасского университета он получил учёную степень в области геологии и занялся нефтедобычей, основав компанию Bradley Oil.